# لوسیل اوپیتس
لوسیل اوپیتس (انگلیسی: Lucille Opitz؛ زادهٔ ۲۴ نوامبر ۱۹۷۷) اسکیت‌باز سرعت اهل آلمان است.